# Vilmorin (Unternehmen)

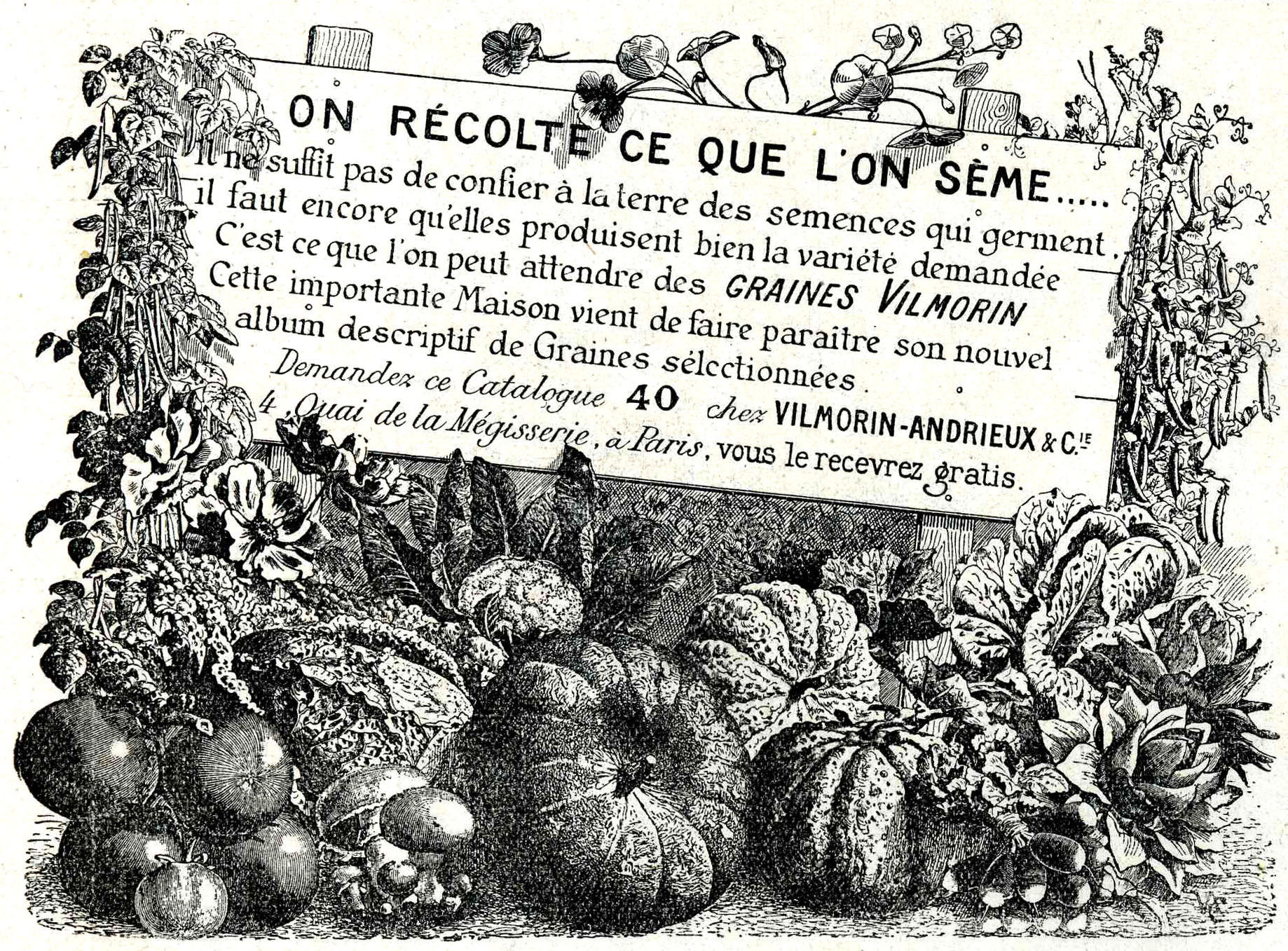
Werbung in Le Miroir, 22. Februar 1914

Vilmorin & Cie. ist ein börsennotiertes Saatgutunternehmen. Das Unternehmen ist nach eigenen Angaben viertgrößter Saatgutproduzent der Welt und gehört zur Limagrain-Gruppe. Die Firma ist Bestandteil des Aktienindexes CAC Small.

## Geschichte
Vilmorin wurde 1742 als Pflanzen- und Saatgutgeschäft durch Claude Geoffroy und ihren Ehemann Pierre Andrieux, dem obersten Gärtner von König Ludwig XV., als „Coq de la Bonne Foy“ gegründet. Das Geschäft befand sich am Quai de la Mégisserie in Paris. 1774 heiratete deren Tochter Adelaide den Botaniker Philippe-Victoire Levêque de Vilmorin (1746–1804). Dieser begann 1766 mit dem Import von Baumrassen und exotischen Pflanzen. Unter diesen befand sich die Rübe.
Weitere Unternehmensleiter oder Mitglieder der Familie waren:
- Philippe André de Vilmorin (1776–1862)
- Louis de Vilmorin (1816–1860)
- Elisa Bailly de Vilmorin (1826–1868)
- Henry de Vilmorin (1843–1899)
- Maurice de Vilmorin (1849–1918)
- Philippe de Vilmorin (1872–1917)
- Jacques de Vilmorin (1882–1933)
- Louis de Vilmorin (1883–1944)
- Louise de Vilmorin (1902–1969)
- Olivier de Vilmorin (1904–1962)
- Roger de Vilmorin (1905–1980)
- André de Vilmorin (1907–1987)

Das Unternehmen war bis 1972 in Familienbesitz; seit 1975 ist es im Besitz des genossenschaftlichen Agrarkonzerns Limagrain, der das Geschäft mittels Akquisitionen ausbaute und 1993 das Unternehmen an die Börse brachte (aber weiterhin die Mehrheit hält).

## Marken
Heutige Marken von Vilmorin sind:
- American Bio Corporation
- Ferry-Morse
- Harris Moran (USA)
- Sutton Seeds (Vereinigtes Königreich)
- Nickerson-Zwaan (Deutschland, Niederlande)
- Hazera Genetics (Israel)
- Kyowa Seeds, Mikado Seed Growers (Japan)
- Vilmorin, Oxadis, Clause Tézier (Frankreich)
- Marco Polo Seed (Thailand)
- Anadolu (Türkei)
- LPTH (China)
- Australian Grain Technologies (Australien)